# Triszna. Pragnienie miłości
Triszna. Pragnienie miłości (ang. Trishna) – brytyjski melodramat z 2011 roku oparty na scenariuszu i reżyserii Michaela Winterbottoma. Historia filmu powstała na podstawie powieści Thomasa Hardy’ego pt. Tessa d’Urberville.
Światowa premiera filmu miała miejsce 9 września 2011 roku podczas 36. Międzynarodowego Festiwalu Filmowego w Toronto. W Polsce premiera filmu odbyła się 8 marca 2013 roku.

## Opis fabuły
Hinduska Triszna (Freida Pinto) mieszka z rodziną w małej wiosce. 19-latka żyje zgodnie z zasadami panującymi w jej kraju. Jest posłuszna wobec ojca, ma poślubić mężczyznę wybranego jej przez rodziców. Pewnego dnia podczas wieczoru tradycyjnych tańców poznaje wykształconego, bogatego Jaya. Zakochuje się w nim z wzajemnością. Para ucieka do nowoczesnego, tętniącego życiem Bombaju.

## Obsada
- Freida Pinto jako Triszna
- Riz Ahmed jako Jay
- Roshan Seth jako ojciec Jaya
- Neet Mohan jako Sandeep
- Harish Khanna jako Vijay
- Aakash Dahiya jako Avit
- Meeta Vashisht jako matka Triszny

i inni.